# نويمي

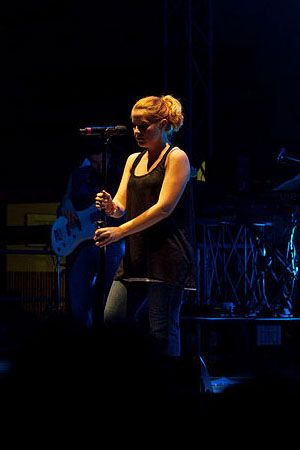
نويمي في إحتفال في 2010

نويمي (بالإيطالية: Noemi) إسمها الحقيقي فيرونيكا سكوبيليتي (بالإيطالية: Noemi) هي مغنية وكاتبة أغاني إيطالية ولدت في يوم 25 يناير 1982 في مدينة روما عاصمة إيطاليا، تعتبر من أشهر المغنيات في إيطاليا، حيث سجلت أكثر من 525 ألف تسجيل في إيطاليا، وفي 2013 أصبحت واحدة من أعضاء لجنة التحكيم في ذا فويس.

## روابط خارجية
- نويمي على موقع IMDb (الإنجليزية)
- نويمي على موقع ميوزك برينز (الإنجليزية)
- نويمي على موقع أول ميوزيك (الإنجليزية)
- نويمي على موقع ديسكوغز (الإنجليزية)